# Historia chrześcijaństwa

Wczesnochrześcijański symbol

Historia chrześcijaństwa – okres historii obejmujący czas od narodzin Jezusa Chrystusa (początek rozwoju religii chrześcijańskiej) aż do współczesności. Badaniem tego okresu w sposób naukowy zajmuje się Historia Kościoła jako gałąź teologii.

## Początki chrześcijaństwa
Chrześcijaństwo powstało w I połowie I wieku w rzymskiej prowincji Judei wśród wyznawców judaizmu, jako wynik działalności Jezusa z Nazaretu. Skazany na śmierć (przed 36 r. n.e.) przez rzymskiego namiestnika Judei Poncjusza Piłata umarł w Jerozolimie według tradycji 14 dnia Nisan (dzień poprzedzający święto Paschy).
Część uczniów Jezusa – pod wpływem opisanego w Nowym Testamencie doświadczenia osobistego kontaktu z cudownie powstałym z martwych Jezusem – zaczęła oczekiwać jego ponownego przyjścia i obiecanego udziału w zbawieniu. Zmartwychwstanie było od początku centralną tezą wiary chrześcijańskiej i motywem działania pierwszych chrześcijan.
Rozprzestrzenienie się nowej wiary było początkowo związane z istniejącą na Bliskim Wschodzie diasporą, wśród której pozyskiwano nowych wyznawców.
Duże znaczenie dla rozprzestrzeniania się chrześcijaństwa miały poglądy teologiczne Pawła oraz określone w jego listach zasady doktrynalne i etyczne.

## Okres prześladowań (do 313)

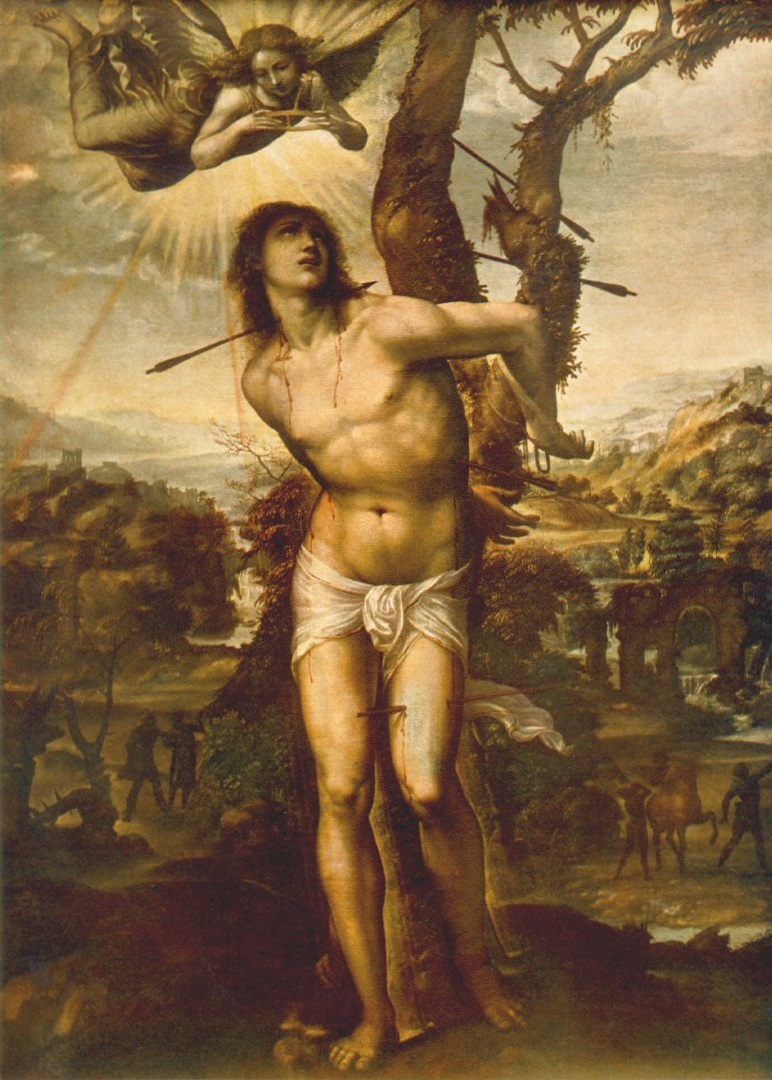
Święty Sebastian męczennik chrześcijański z III w. (obraz z 1525 r.)

Prześladowania początkowo miały lokalny charakter i były często wynikiem sporów chrześcijan z władzami żydowskimi. Sytuację zmieniła działalność misyjna Kościoła, prowadząca do rozpowszechnienia się chrześcijaństwa wśród pogan.
Największe prześladowania chrześcijan przypadały na lata 303-304 n.e., czyli okres rządów cesarza Dioklecjana. Jednak ani tortury, ani wyroki śmierci nie przestraszyły szybko rosnącej grupy zwolenników nowej religii. Wśród nich można było znaleźć coraz częściej nawet cesarskich urzędników.
Prześladowania nie zmniejszały, a nawet zwiększały liczbę przyjmujących nową wiarę. Prześladowania przerwał częściowo edykt tolerancyjny cesarza Galeriusza z 311 roku, a w pełni tak zwany edykt mediolański z 313 roku, kiedy cesarz Konstantyn Wielki przyznał chrześcijanom takie same prawa, jak wyznawcom innych bogów.

## Chrześcijaństwo nowożytne (od 1517)

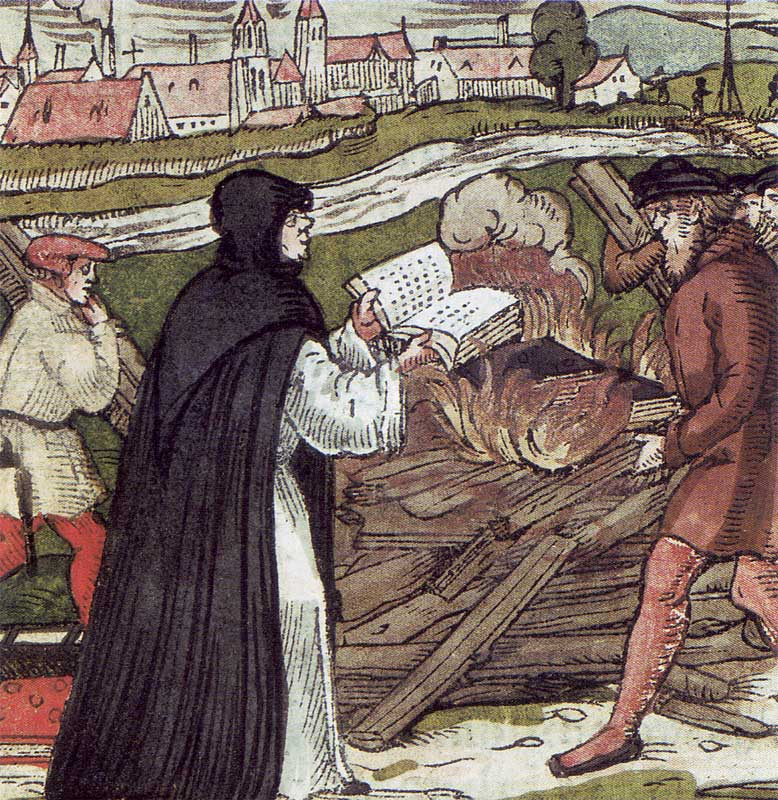
Luter palący bullę papieską

Tę epokę datuje się od wystąpienia Marcina Lutra 31 października 1517.
Najważniejsze wydarzenia i pojęcia dotyczące historii chrześcijaństwa nowożytnego:
- reformacja
- kontrreformacja
- purytanizm
- ewangelikalizm
- kwietyzm
- rewolucja francuska
- Sobór watykański I
- modernizm katolicki
- chrześcijański fundamentalizm
- chrześcijaństwo liberalne
- Sobór watykański II
- ekumenizm
- pentekostalizm
- restoracjonizm
- ruch charyzmatyczny